# Corone Dogali Genovesi
Le corone dogali genovesi erano i copricapi ufficiali indossati dai Dogi della Repubblica di Genova. Questi ornamenti simbolizzavano l’autorità della carica dogale e si evolsero nel corso dei secoli, passando da berretti a copricapi di stile regale. È possibile distinguere due tipologie principali di corone utilizzate dai dogi genovesi.

## Berretto coronato quadrato (XIV-XVII secolo)

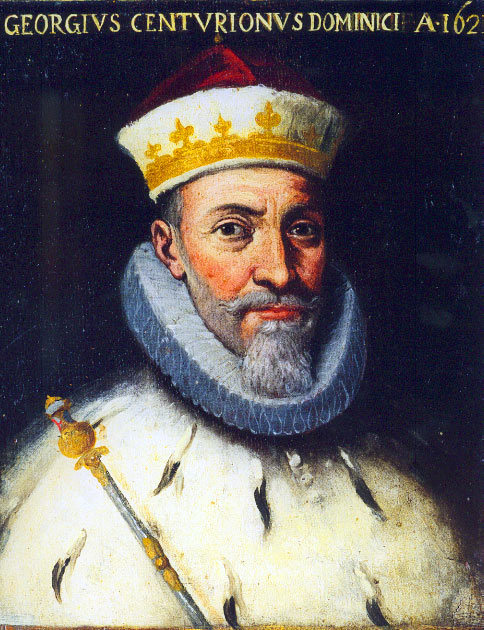
Giorgio Centurione con il copricapo dogale

Il berretto coronato quadrato fu il copricapo ufficiale dei Dogi della Repubblica di Genova dal XIV al XVII secolo. Esso consisteva in un copricapo di forma quadrata simile alla berretta, ornato da una sottile coroncina dorata. Il primo doge a essere raffigurato con questo ornamento fu Giorgio Adorno, come attestato da affreschi dell’epoca.
Nel 1536, con il consenso dell’imperatore Carlo V, i dogi genovesi ottennero il privilegio di utilizzare vesti e paramenti di ispirazione ducale, portando a una maggiore elaborazione del berretto coronato. Questo copricapo rifletteva il compromesso tra il carattere repubblicano della carica dogale e il desiderio di enfatizzare il prestigio dei governanti genovesi.

## Corona dogale (XVII-XVIII secolo)

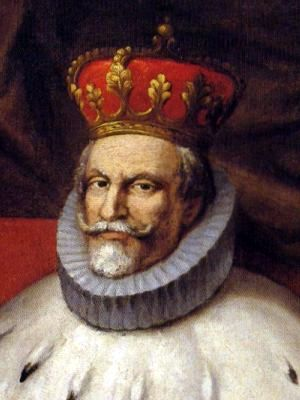
Giovanni Agostino de Marini con la corona Dogale

A partire dalla metà del XVII secolo, il berretto coronato quadrato venne progressivamente sostituito da una corona in stile ducale. La dignità dogale era caratterizzata da una forma più elaborata, ispirato alle mode dell’epoca e influenzato dal gusto francese. Questo ornamento includeva archetti, decorazioni dorate e simboli di autorità.
La corona dogale rimase in uso fino alla metà del XVIII secolo, periodo in cui l’adozione di tali simboli regali iniziò a declinare. L’ultimo doge a essere rappresentato con la corona fu Agostino Lomellini. Durante gli anni finali della Repubblica di Genova, i dogi abbandonarono l’uso di copricapi ufficiali (veniva solitamente rappresentato poggiato su un tavolo e toccato da una mano come da usanza nobiliare), differenziandosi dai pari veneziani, che continuarono a utilizzare il tradizionale corno dogale fino alla caduta della Serenissima.